# Gevninge
Gevninge – miasto w Danii, w regionie Zelandia, w gminie Lejre.